# 埃达塔拉
埃达塔拉（Edathala），是印度喀拉拉邦Ernakulam县的一个城镇。总人口67137（2001年）。

## 人口
该地2001年总人口67137人，其中男性33247人，女性33890人；0—6岁人口7329人，其中男3795人，女3534人；识字率80.16%，其中男性为83.08%，女性为77.29%。